# Gedachte

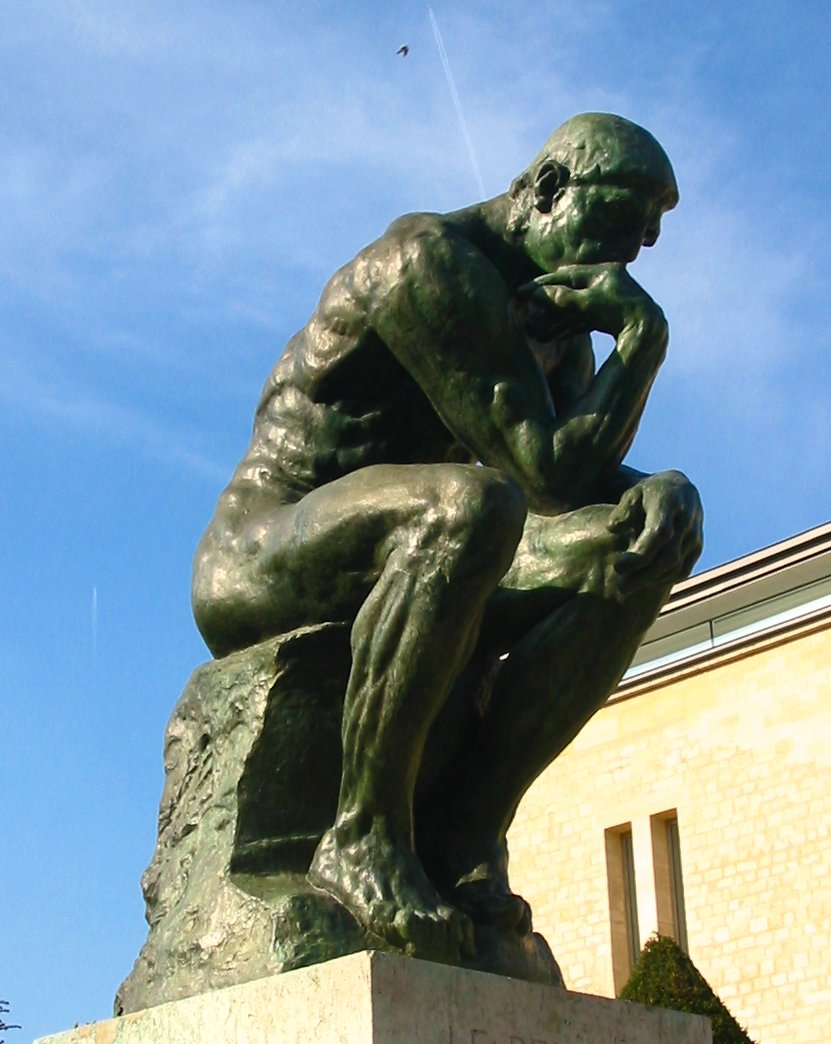
Auguste Rodin: De Denker

Een gedachte is een denkbeeld binnen het bewustzijn. Een gedachte is een moment in het almaar doorgaande denken.
Een gedachte kan zonder aanleiding opkomen, of voortkomen uit andere gedachten - de ene gedachte leidt tot een andere. Een gedachte kan worden opgeroepen door waarnemingen - een beeld, geur of geluid.
Wanneer bewust wordt nagedacht, wordt gezocht naar een logica of zin in datgene waarover wordt nagedacht.
Emoties, gevoelens kunnen gedachten oproepen als reactie.

## Algemeen
Men kan zijn gedachten de vrije loop laten, of opzettelijk haar/zijn aandacht ergens op richten. Het eerste heet 'vrije associatie', (over)peinzen, piekeren of mijmeren; het tweede is gerichte aandacht, concentratie, iets overdenken of iets nieuws bedenken.
Gedachten kunnen verstoord worden en onwillekeurig en/of ongewenst zijn. 'Piekeren' wordt als onaangenaam en onontkoombaar ervaren en kan de betrokkene wakker houden.
Als iemand door een externe prikkel wordt afgeleid, bijvoorbeeld door rinkelen van een telefoon, kan de gedachtentrein worden onderbroken. Andere gedachten kunnen zich opdringen, zoals "Er zal toch niet...?".
Gedachten spelen zich af in het bewustzijn en kunnen opkomen uit het onderbewustzijn. Door waarnemingen (van de zintuigen) bereikt informatie de hersenen, waar deze bewust of onbewust in het geheugen wordt opgeslagen. Het geheugen kan worden onderzocht, er kan iets uit het geheugen worden opgediept. Overpeinzen kan herinneringen voortbrengen.

## Factoren die je gedachten beïnvloeden
Er zijn verschillende factoren, deze kunnen iemands gedachten beïnvloeden. Deze factoren worden hier besproken.
Karakter
Sommige karaktereigenschappen zijn reeds aanwezig in de genen (van de biologische ouders verkregen). Al tijdens de zwangerschap en verder gedurende het leven worden deze eigenschappen beïnvloed, zodat het karakter gevormd wordt door een combinatie van erfelijke aanleg en omgevingsfactoren. Deze karaktereigenschappen zijn een unieke bundeling van geaardheden, interesses en gevoelens, maar bevatten ook bij iedereen sporen van storingen.
Emoties (gevoelens)
Gevoelens spelen zich ook af in de hersenen. Dit ontwikkelt zich al na de eerste momenten van bewustzijn van de foetus. Het ontwikkelt zich naar waarnemingen die men doet met de zintuigen, maar wordt ook beïnvloed door factoren als de stofwisseling van het lichaam. Er ontwikkelen zich meerdere soorten gevoelens (vreugde, verdriet, onzekerheid, angsten, zelfverzekerdheid enz). Gevoelens opereren ook vanuit het geheugen waarbij een eerder ervaren gevoel weer opgeroepen en voortgezet kan worden. De mate van intensiteit is bepalend voor het uiten van die gevoelens. Gevoelens kunnen echter ook ingehouden worden. Dit niet uiten van bepaalde gevoelens kan de gedachtegang negatief beïnvloeden tot mogelijk dwangneurosen en andere psychische dwalingen. Door ook gevoelens mee te laten spelen in de gedachtegang kan men naarmate men het doet er ook beter mee overweg.
Vermogen om te onthouden (lange- en kortetermijngeheugen)
Geheugen heeft een erfelijke capaciteit, maar wordt sterk beïnvloed door o.a. levensgewoonten en stofwisseling. Weinig slapen, alcohol, drugs, voeding en stress heeft invloed op het lange of het korte geheugen. Naarmate men ouder wordt, wordt het geheugen minder door onder andere aderverkalking. Het geheugen kan door training verbeteren. Het 'kortetermijngeheugen' is meer het 'werkgeheugen' dat dagelijks actief is, en vanuit het 'langetermijngeheugen' kan veel moeilijker informatie worden verkregen. Zodra er geen of weinig aandacht meer is voor eerder opgeslagen ervaringen, ofwel het 'langetermijngeheugen' kan het zo zijn dat er moeilijkheden worden ervaren om dit te herinneren. Het 'vermogen te onthouden' maakt bijvoorbeeld dromen ook mogelijk, wat beelden van het verre verleden kan weergeven, maar ook van gisteren. Van invloed op het al-dan-niet onthouden, zijn gevoelens. Deze kunnen gewicht geven aan een ervaring en zo van invloed zijn op het proces van onthouden. Zo kan ook informatie worden gekoppeld aan andere informatie, waarna het als 'samenhangend geheel' onthouden én herinnerd kan worden.
Reeds gevormde inzichten (informatie die reeds overdacht is)
Reeds gevormde inzichten kunnen opgeroepen worden vanuit het geheugen en mee werken aan het ontwikkelen en vormen van nieuwe inzichten. Inzichten worden onthouden door het onderbewustzijn, en zijn meestal een samenhang van meerdere feiten, maar kunnen als geheel inzichtelijk (bewust) worden. Gedachtegangen zelf kunnen bepaalde inzichten oproepen of duidelijk maken, maar ook door omgevingsfactoren, zoals het communiceren
met anderen.
Vermogen om inzichten te vormen (meervoudige intelligentie).
De sterkere kanten van iemands 'meervoudige intelligentie' (zie: Howard Gardner) bepalen de gerichtheid van zijn inzichten. Gezien iedereen anders is, heeft ook iedereen een andere invalshoek waarvan uit hij dingen waarneemt en overdenkt. Zo kan iemand talent hebben, en uitblinken in een bepaald iets. De mate dat iemand inzichten heeft en kan ontwikkelen en gebruiken is aan te duiden met het intelligentiequotiënt (IQ).
Invloeden van buitenaf (waarnemingen)
Gebeurtenissen, handelingen van anderen, geuren, kleuren, geluiden, vormen, irritaties, eigen doen en laten, ‘t weer, financiën, politiek, televisie, natuur, geweld, geloof en nog ontelbare andere invloeden die het denken kunnen beïnvloeden. Sommige ervaringen hebben zo’n impact op iemand (traumatische ervaringen) dat deze mogelijk het verdere leven overheersen. Uit angsten kunnen fobieën ontstaan waarbij het bewustzijn door het eigen denken een scheve kijk op de realiteit heeft gekregen. Factoren als onzekerheid en zelfverzekerdheid hebben invloed op het al dan niet laten beïnvloeden van buitenaf. Ook het goed kunnen waarnemen is van erfelijke eigenschappen afhankelijk. Het ontbreken van een bepaald stofje (neurotransmitter) kan al oorzaak zijn van een ander bewustzijn. Dit is bijvoorbeeld het geval bij mensen met ADHD, waarbij zij alle invloeden van buitenaf als even belangrijk ervaren en ze moeite hebben om lang op iets te concentreren. In de hersenen is voortdurend een wirwar van chemische reacties en stroomstootjes de oorzaak van al je doen en laten. Veel storingen zijn pervasief (doordringend in alle delen van de hersenen) en hebben vaak een overheersend karakter. Storingen zijn eerder vanzelfsprekend dan dat ze een uitzondering zijn.
Conditie en stofwisseling (fitheid en opname van voedingsstoffen)
Conditie is niet alleen mede bepalend voor de lichamelijke gesteldheid, maar is ook nodig om hersenen goed te laten functioneren. Voldoende beweging, nachtrust en de juiste voedingsstoffen dragen bij aan een betere conditie. Ook hier hebben erfelijke factoren invloed op. Bepaalde voedingsstoffen kunnen een bepaalde chemische reactie veroorzaken in de hersenen evenals bij het gebruik van drugs, waarbij een ander bewustzijn wordt verkregen. De reactiesnelheid van iemand is eveneens afhankelijk van de conditie en de stofwisseling.

## Typen gedachten
Gedachten worden wel ingedeeld in verschillende typen, zoals goede en slechte gedachten, positieve en negatieve gedachten, en obsessieve en verwerpelijke gedachten. Deze onderverdeling is belangrijk in psychotherapie en religie. De precieze invulling die hieraan gegeven wordt verschilt tussen de verschillende psychotherapieën en religies.
Boeddha rekende tot de goede gedachten: gedachten over afstand doen, gedachten van goede wil en geweldloze gedachten. Tot de slechte gedachten rekende hij gedachten over sensueel verlangen, gedachten van kwade wil en gewelddadige gedachten. Een moderne soort therapie die hierop is gebaseerd is de aandachtgerichte cognitieve therapie.